# Hidrocarboneto saturado
Hidrocarbonetos saturados são hidrocarbonetos cujos átomos de carbono se interligam apenas com ligações simples.           
```
     São representantes desta categoria os 
alcanos
 e os 
cicloalcanos
.
```

Alguns dos alcanos são o metano, o etano, o propano e o butano. Dentre os cicloalcanos existem o ciclopropano, o ciclobutano, o ciclopentano e o cicloexano.